# Anyphops stauntoni
Anyphops stauntoni is een spinnensoort uit de familie van de Selenopidae.
De wetenschappelijke naam van de soort werd in 1902 als Selenops stauntoni gepubliceerd door Reginald Innes Pocock.